# Шаманаева
Шаманаева — деревня в Черемховском районе Иркутской области России. Входит в состав Новогромовского муниципального образования.

## География
Деревня находится на расстоянии примерно в 10 км к западу от города Черемхово, административного центра района.

## Население
| 2002 | 2010 | 2011 | 2012 |
| ---- | ---- | ---- | ---- |
| 274  | ↘250 | ↘249 | ↗255 |

### Гендерный состав
По данным Всероссийской переписи, в 2010 году в деревне проживало 250 человек (126 мужчин и 124 женщины).

## Улицы
| - ул. Заозёрная, - ул. Самсоновская, | - ул. Трактовая, - ул. Чкалова. |